# Natalija Dmitrijewna Martjaschewa
Natalija Dmitrijewna Martjaschewa (russisch Наталия Дмитриевна Мартяшева; * 6. Januar 1988 in Saratow, Russische SFSR, Sowjetunion; † 8. Juni 2011 in Sankt Petersburg, Russland) war eine russische Para-Tischtennisspielerin. Sie wurde einmal Paralympiasiegerin, zweimal Europameisterin und erreichte mit der Platz 2 der IPTTF-Weltrangliste im Januar 2009 ihre persönliche Bestmarke. Während ihrer sportlichen Karriere wurde sie mit dem Orden der Freundschaft ausgezeichnet.

## Werdegang
Natalija Dmitrijewna Martjaschewa wurde mit Infantiler Zerebralparese geboren, weswegen sie in der Wettkampfklasse 6/7 antrat. 2008 qualifizierte sie sich für die Paralympischen Spiele, wo sie Gold nach einem Finalsieg über ihre Landsfrau Ulija Schischkina gewann. Zweimal holte sie Silber und zweimal Gold bei Europameisterschaften. An Weltmeisterschaften nahm sie nie teil. Ab Januar 2009 stand die Russin erstmals auf Platz 2 IPTTF-Weltrangliste und hielt diese Platzierung bis Juli 2010. Sie starb am 8. Juni 2011 in Sankt Petersburg und wurde auf dem Elshanskoye-Friedhof in Saratow beigesetzt. 2013 wurde das jährliche Allrussische Tischtennisturnier für behinderte Menschen nach ihr benannt. Seit 2014 findet das Turnier im Rahmen des Russischen Pokals statt.

## Titel und Erfolge im Überblick

### Paralympische Spiele
- 2008 in Peking: Gold in der Einzelklasse 6/7

### Europameisterschaften
- 2007 in Kranjska Gora: Silber in der Einzelklasse 6/7, Gold mit der Mannschaft in Klasse 6–8
- 2009 in Genoa: Silber in der Einzelklasse 6/7, Gold mit der Mannschaft in Klasse 6–8

### Kleinere Turniere
- French Open 2010 in Nantes: Silber in der Einzelklasse 6/7, Silber mit der Mannschaft in Klasse 6–8
- Romania Open 2010 in Cluj-Napoca: Gold in der Einzelklasse 6/7, Gold mit der Mannschaft in Klasse 6–8
- Slovenia Open 2010 in Lasko: Gold mit der Mannschaft in Klasse 6–8